# Brunnhausen
Brunnhausen ist ein Wohnplatz der Stadt Pfullendorf im Landkreis Sigmaringen in Baden-Württemberg, Deutschland.

## Geographie

### Geographische Lage
Der Weiler Brunnhausen liegt auf der Gemarkung Pfullendorf im Andelsbachtal. Hier befindet sich auch das Natur- und Landschaftsschutzgebiet „Taubenried“. Die ursprüngliche Riedlandschaft ist durch Flussbegradigung und Entwässerung gestört. Straßenbau war stets mit Mühen verbunden: So fand sich bei Aushubarbeiten für den Ausbau der Kreisstraße 8272 zwischen Spitalmühle und der Einmündung nach Brunnhausen ein Knüppeldamm aus Fichtenstämmen, der als Trägerrost für die alte Straße diente. Die Unterhaltung der Gräben und Bäche ist Aufgabe des „Wasser- und Bodenverbandes Taubenried-Brunnhauser Ried“. Brunnhausen lässt sich vom Rosslauf herkommend durch den Walddistrikt Eichberg über eine rund 600 Meter lange Allee erreichen.

## Geschichte
Brunnhausen wurde erstmals im Jahr 1272 als Brůneshůse, womöglich ein Personenname, erwähnt.: Rudolf von Ramsberg und dessen Söhne Burchart und Rudolf beurkunden am 24. Februar 1272, dass sie, nachdem sie in den Johannisorden aufgenommen und die nötigen Gelübde geleistet haben, dem Orden ihren Eigenbesitz zu Denkingen, Rickertsreute, Brunnhausen und wo sie sonst solche Liegenschaften haben, übergeben, sowie alle ihre Lehen, wo immer sie der Orden oder der Beurkunder sie zu Eigen machen oder mit Recht behaupten können.
Am 4. November 1388 wird der Ort in einem Entscheid über den Novalzehnten im Hohenbergerwalde, zwischen Brunnhausen und Mettenbuch gelegen, genannt.
1405 wird ein Geori Vayler genannt, der ein Gut in Brunnhausen bebaute. Aus dem Jahr 1473 ist ein Streit zwischen der Reichsstadt Überlingen und dem Grafen von Heiligenberg um die Niedere Gerichtsherrschaft in den Dörfern Aftholderberg, Egg und Brunnhausen beurkundet.
Der Weiler Brunnhausen war lange Zeit Teil der Grafschaft Heiligenberg und dem Amt Ruschweiler untergeordnet. 1806 kam die Grafschaft an Baden. Brunnhausen unterstand dem standesherrlich Fürstlich-Fürstenbergischen Amt Heiligenberg im Seekreis.
Der Ort Brunnhausen war bis 1923 der Gemeinde Ruschweiler im Amt Pfullendorf zugeordnet. Das Badische Ministerium des Innern in Karlsruhe verfügte mit Wirkung zum 1. April 1923, den Ort Brunnhausen (Gesamtgemeinde Ruschweiler) in der Stadtgemeinde Pfullendorf im Amtsbezirk Pfullendorf umzugemeinden.
1936 wurden die badischen Ämter Überlingen und Pfullendorf zum Amt Überlingen vereinigt. Daraus entstand 1939 der Landkreis Überlingen.
Am 4. Mai 1945, den ersten Tagen der französischen Besatzung, kam es im ehemaligen Bahnwärterhäuschen am Eichberg zwischen Pfullendorf und Brunnhausen zu einer Bluttat mit acht Toten. Das Gebäude wurde im Jahr 1961 abgebrochen.
Seit 1970 befindet sich hier die Reitsportanlage des am 3. Mai 1958 gründeten Reit- und Fahrvereins Pfullendorf e. V.
Mit Pfullendorf kam Brunnhausen mit Wirkung zum 1. Januar 1973 an den Landkreis Sigmaringen.
Im einst bäuerlich geprägten Weiler stehen 14 Häuser, davon zwei aktive Landwirtschaftsbetriebe.

### Einwohnerentwicklung
In Brunnhausen leben aktuell 43 Einwohner (Stand: Juni 2015).
| Stand      | Einwohner |
| ---------- | --------- |
| 2010, Juli | 45        |
| 2015, Juni | 43        |

## Politik
Der Weiler gehört zur Stadt Pfullendorf, einen eigenen Ortschaftsrat gibt es nicht.

## Kultur und Sehenswürdigkeiten

### Bauwerke
- Die Kath. Kapelle St. Georg (Brunnhausen 4) ist ein verputzter Massivbau mit Dachreiter. Die denkmalgeschützte Kapelle wurde 1610/11 erbaut und 1711/12 vergrößert.[15][16] Nach anderen Angaben ist der Chor von 1598, das Langhaus entstand nach 1700.[1] Die St.-Georgs-Kapelle wurde 1958/59 renoviert.[15] 1996 wurden Wandmalereien aus dem frühen 17. Jahrhundert freigelegt.[5][16]

## Wirtschaft und Infrastruktur

### Verkehr
Die Planungen für den Bau des zweiten Bauabschnittes der Umgehungsstraße von Pfullendorf sehen vor, für den Straßenkörper bei Brunnhausen einen zehn Meter hohen Damm aufzuschütten, um die Straße über die Schienen der Bahnstrecke Altshausen–Schwackenreute zu führen. Ursprüngliche Planungen sahen einen sieben Meter hohen Damm ohne Durchlass vor.